# Lat Krabang
Lat Krabang (tiếng Thái Lan: ลาดกระบัง; IPA: [la ː t krā.bāŋ) là một quận của Bangkok, Thái Lan. Quận Lat Krabang có diện tích km2, dân số là người. Các quận huyện giáp ranh (từ chiều kim đồng hồ về phía nam) Bang Bo, Bang Sao Thong và Bang Phli (tỉnh Samut Prakan), Prawet, Saphan Sung, Min Buri và Nông Chok (Bangkok) và Mueang Chachoengsao (tỉnh Chachoengsao).

## Phân cấp hành chính
Quận được chia thành 6 phó quận (khwaeng).
| No.   | Tên                 | Tiếng Thái    | Diện tích (km2) | Bản đồ |
| ----- | ------------------- | ------------- | --------------- | ------ |
| 1.    | Lat Krabang         | ลาดกระบัง      | 10,823          | Map    |
| 2.    | Khlong Song Ton Nun | คลองสองต้นนุ่น   | 14,297          | Map    |
| 3.    | Khlong Sam Prawet   | คลองสามประเวศ | 17,458          | Map    |
| 4.    | Lam Pla Thio        | ลำปลาทิว       | 33,752          | Map    |
| 5.    | Thap Yao            | ทับยาว         | 25,834          | Map    |
| 6.    | Khum Thong          | ขุมทอง         | 21,695          | Map    |
| Total | Total               | Total         | 123,859         | Map    |